# Calilena nita
Calilena nita är en spindelart som beskrevs av Chamberlin och Ivie 1941. Calilena nita ingår i släktet Calilena och familjen trattspindlar. Inga underarter finns listade.